# Erannis alvindata
Erannis alvindata är en fjärilsart som beskrevs av Band 1929. Erannis alvindata ingår i släktet Erannis och familjen mätare. Inga underarter finns listade i Catalogue of Life.